# Hugo Theodor Horwitz
Hugo Theodor Horwitz (* 27. Februar 1882 in Wien; † vermutlich Juli 1942 bei Minsk) war ein österreichischer Ingenieur, Kultur- und Technikhistoriker.

## Leben
Hugo Horwitz wuchs als Sohn eines wohlhabenden jüdischen Kaufmannes in Wien auf und sollte nach Wunsch seines Vaters Jura oder Medizin studieren. Nachdem er allerdings vom Gymnasium auf die Realschule hatte wechseln müssen, entschied er sich für ein Maschinenbau-Studium an der Technischen Hochschule Wien mit einem Gastsemester an der Technischen Hochschule Berlin-Charlottenburg. Nach Abschluss seines Studiums 1905 arbeitete Horwitz bei den österreichischen Fiat-Werken, allerdings beschloss er bald, in die wissenschaftliche Tätigkeit zu wechseln. Nachdem er mehrere Aufsätze in verschiedenen Zeitschriften veröffentlicht hatte, zog er 1911 von Wien nach Berlin, um bei Conrad Matschoß, dem Inhaber des ersten technikhistorischen Lehrstuhls in Deutschland, zu promovieren. Um seine angestrebte akademische Karriere nicht zu gefährden, konvertierte er zum Katholizismus und nahm dabei den zweiten Namen Theodor an.
In den nächsten Jahren publizierte Horwitz, nun Dr.-Ing., unzählige Artikel zu verschiedensten Themen der Technik- und Kulturgeschichte, vor allem in den „Geschichtsblättern für Technik, Industrie und Gewerbe“ von Franz Maria Feldhaus, sowie in den „Beiträgen zur Geschichte der Technik und Industrie“ Matschoß'. 1916 wurde er in die K.u.K. Armee eingezogen; er wurde allerdings ans Wiener Heeresmuseum versetzt und musste nicht an die Front. Im Alter von 37 Jahren heiratete er 1920 die elf Jahre jüngere Marianne Ehrmann; 1921 wurde der gemeinsame Sohn Anselm geboren. Horwitz gelang es trotz der schwierigen Verhältnisse im Nachkriegsösterreich, seine kleine Familie zu ernähren. Gerade zur Methodologie der noch jungen Disziplin der Technikgeschichte veröffentlichte er in den 1920ern in der Zeitschrift „Technik und Kultur“ des Vereines Deutscher Diplom-Ingenieure mehrere Artikel. 1932 reichte Horwitz seine Habilitationsschrift an der Technischen Hochschule Wien unter dem Titel „Über das Gesetz vom Gebrauchswechsel und die Entwicklungsprinzipien bei einfachen technischen Gebilden“ ein, diese wurde allerdings aufgrund ihres Fokus auf antike und mittelalterliche Technologien abgelehnt.
Mit der Machtergreifung der Nationalsozialisten in Deutschland verlor Horwitz einen großen Teil seiner Publikationsmöglichkeiten und damit seiner Einkünfte; nach dem Anschluss Österreichs ans Reich durfte Horwitz aufgrund seiner jüdischen Abstammung keine Bibliotheken und Museen mehr besuchen und war somit nicht mehr in der Lage, seine wissenschaftliche Arbeit fortzusetzen. Aus ungeklärten Gründen verzichtete das Ehepaar Horwitz gegen Ende der 1930er darauf, eine Möglichkeit zur Ausreise zu nutzen (anders als ihr Sohn Anselm Horwitz). Im November 1941 wurden Hugo und Marianne Horwitz nach Minsk im besetzten Weißrussland deportiert und kamen ins dortige Ghetto; mit den Massenerschießungen im Juli 1942 dort verliert sich ihre Spur.
Hugo Horwitz war Mitglied des Vereins Deutscher Ingenieure (VDI) und des Berliner Bezirksvereins des VDI.

## Nachwirken
Trotz der Vielzahl von Artikeln, die Horwitz veröffentlichte und trotz seiner auch von seinen Zeitgenossen erkannten Bedeutung geriet Hugo Theodor Horwitz nach dem Zweiten Weltkrieg weitgehend in Vergessenheit. Angeregt durch die Erwähnung Horwitz' in zwei Aufsätzen des britischen Historikers Lynn White jr. befasste sich ab den 1970ern der deutsche Technikhistoriker Ulrich Troitzsch mit Horwitz' Biographie, allerdings ohne große Hoffnung, viel über ihn zu erfahren. Dies änderte sich jedoch mit dem österreichischen Kunstrückgabegesetz von 1998, im Zuge dessen das Technische Museum Wien seine Bestände überprüfte und 2005 schließlich auf den umfangreichen Nachlass von Horwitz in Form von Manuskripten, Notizen, Briefen und Fotos stieß, die nach seiner Deportation ans Museum gelangt waren. Im Laufe folgender Nachforschungen gelang es, den 1938 aus Österreich geflohenen Sohn Horwitz' ausfindig zu machen.

### Beurteilung
Die meisten seiner Zeitgenossen hatten eine hohe Meinung von Horwitz und würdigten seine neuen Ideen und sein großes Fachwissen. Feldhaus bezeichnete ihn als „einen der wenigen kritischen und innerhalb der verschiedenen historischen Schulen unparteiisch sehenden Fachmann“. Vorbehalte gegen seinen interdisziplinären Ansatz, seine fehlende institutionelle Einbindung sowie gegen seine jüdische Herkunft dürften allerdings auch der Grund dafür gewesen sein, dass er keine Festanstellung als Historiker fand.
In der modernen Rezeption wird Horwitz als äußerst unbekannter, aber dennoch immer noch aktueller Autor wahrgenommen, der seiner Zeit mit vielen Ideen voraus war. Lynn White Jr. bezeichnete ihn als „a pioneer historian of technology“. Troitzsch und Brandstetter würdigen ihn als „Brückenbauer zwischen den Wissenschaften“.

## Auswahl der Veröffentlichungen

### Monografien
- Die Entwicklung der Traglager samt einer Geschichte der Schmiermittel, der Schmiervorrichtungen u. d. Reibungstheorien – Berlin: Fr. Zillessen, 1916

### Erscheinungen in Periodika
- Die Zukunft des Automobilsverkehrs, in: Der Motorwagen 10 (1907), H. 13
- Relais und Transformator, eine technische Studie über Energieformen und Energiewertung in: Rundschau für Technik und Wirtschaft 4 (1911)
- Ein Beitrag zu den Beziehungen zwischen ostasiatischer und europäischer Technik in: Zeitschrift der Österreichischen Ingenieur- und Architekten-Vereins 65 (1913)
- Geschichte der Technik in: Deutsche Geschichtsblätter. Monatsschrift für Erforschung deutscher Vergangenheit auf landesgeschichtlicher Grundlage, 16 (1915)
- Das Relais-Prinzip, Prometheus 27 (1916)
- Über eine Konstruktion Leonardo da Vincis in: Geschichtsblätter für Technik, Industrie und Gewerbe 7 (1920)
- Die Bedeutung des Arbeitsrhythmus für die Entwicklung der menschlichen Technik in: Die Werkzeugmaschine, Messenummer, Frühjahr 1921
- Die Drehbewegung in ihrer Bedeutung für die Entwicklung der materiellen Kultur, Anthropos, 1934